# Vordingborg (commune)
Pour la ville qui donne son nom à la commune, voir Vordingborg.
La municipalité de Vordingborg (en danois : Vordingborg Kommune) est une commune du Danemark située dans la région de Sjælland sur la côte sud-est de l'île de Seeland, au sud du pays. La municipalité comprend l'île de Masnedø et couvre une superficie de 621 kilomètres carrés et comptait une population totale de 45 816 habitants en 2019. Son second et actuel maire, Knud Larsen, membre du Venstre, a été élu en 2013, succédant au social-démocrate Henrik Holmer.
La municipalité est dénommée d'après la ville de Vordingborg.